# Brje, Ajdovščina
Brje este o localitate din comuna Ajdovščina, Slovenia, cu o populație de 382 de locuitori.